# Wiera Libierowska
Wiera Władimirowna Libierowska, ros. Вера Владимировна Либеровская (ur. w 1885 r. w Astrachaniu, zm. ?) – radziecka aktorka teatralna, założycielka i reżyser Smoleńskiego Teatru Dramatycznego podczas II wojny światowej

## Życiorys
W latach 30. była aktorką w jednym z teatrów w polskim Grodnie, a następnie radzieckim Smoleńsku. Po jego zajęciu przez wojska niemieckie w połowie lipca 1941 r., podjęła kolaborację z okupantami. W jej mieszkaniu spotykali się biali emigranci rosyjscy, którzy wraz z Niemcami przybyli do miasta. W maju 1942 r. założyła Smoleński Teatr Dramatyczny, który wystawiał sztuki teatralne w różnych miastach na okupowanych terenach ZSRR. Wobec zbliżania się do Smoleńska Armii Czerwonej latem 1943 r. ewakuowała się do Niemiec. Po zakończeniu wojny została deportowana do ZSRR. Pod koniec lipca tego roku aresztowana, w połowie listopada skazano ją na karę 5 lat łagrów. Dalsze jej losy są nieznane.